# Iavan

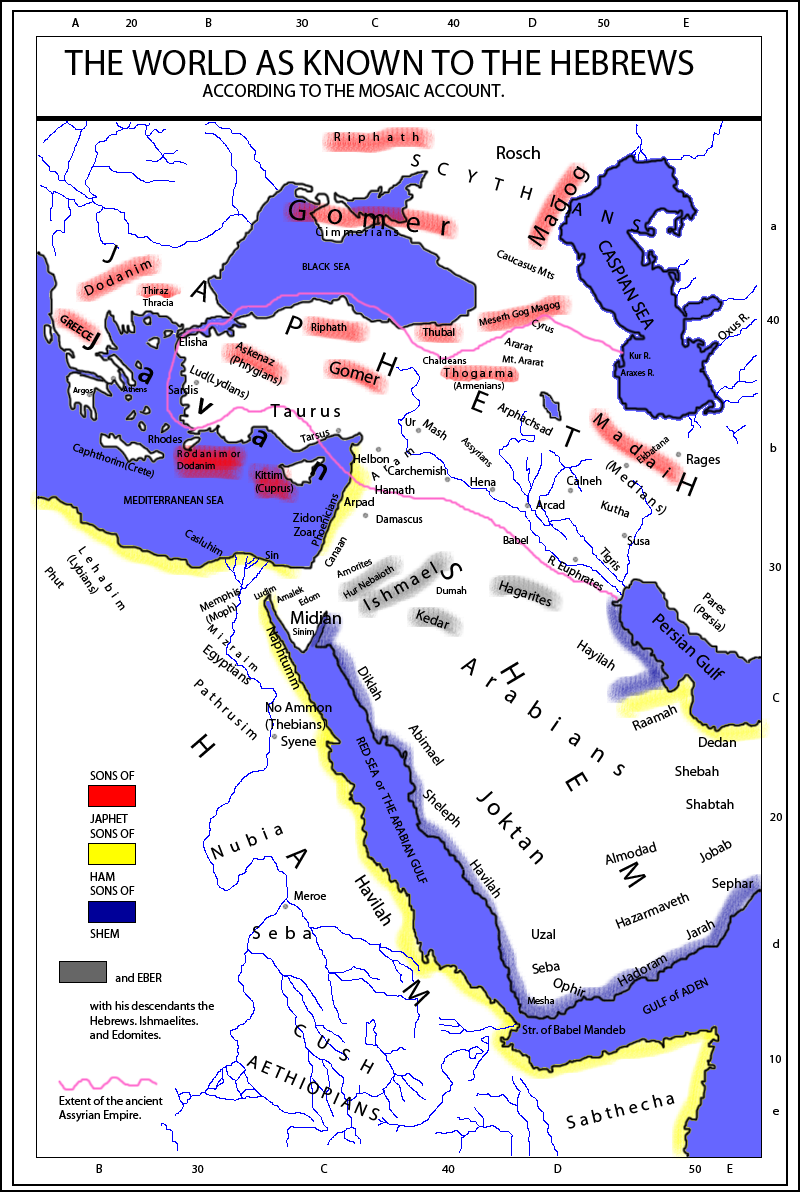

Iavan (în ebraică יָוָן, ebraică standard Yavan , ebraică tiberiană  Yāwān ) a fost al patrulea fiu al lui Iafet, fiul lui Noe în conformitate cu "Tabelul Națiunilor" (Geneza capitolul 10), din Biblia ebraică. Josephus Flavius credea în convingerea tradițională că acest individ a fost strămoșul  poporului grec.
De asemenea servind ca ebraică nume pentru Grecia sau greci, în general, יָוָן  Yavan  sau  Yāwān  a fost mult timp considerat înrudit lingvistic cu numele pentru grecii estici, ionienii (greacă Ἴωνες  Iones , în greaca homerică Ἰάονες  Iáones ; mai devreme numii Ιαϝονες  Iawones ). și de către evrei  yavan  susține reconstrucția general acceptată de forma timpurie a numelui ionieni. Neamul grec a fost cunoscut de nume înrudite în întreaga Est Marea Mediterană, Orientul Apropiat și dincolo, chiar în sanscrită ( yavana  ). În mitologia greacă, strămoșul omonim de ionieni se numește în mod similar Ion, un fiu al lui Apollo. Consideră că Javan este sinonim cu Ion greacă și, prin urmare, născut ionienii este comună numeroase scriitori din perioada modernă timpurie, inclusiv Sir Walter Raleigh, Samuel Bochart, John Mill și Jonathan Edwards, și este încă frecvent întâlnite astăzi.
Iavan este, de asemenea, găsit în literatura apocaliptică din Cartea lui Daniel, 8: 21-22 și 11: 2, cu referire la regele Greciei (יון) - cel mai frecvent interpretată ca o referire la Alexandru cel Mare 
În timp ce Iavan este în general asociat cu vechii greci și Grecia (vezi Geneza 10:.. 2, Dan 8:21, Zaharia 9:13, etc.), fiii săi (cum sunt enumerate în Geneza 10) sunt de obicei asociate cu locații în nord-estul Mării și Mediterană Anatolia: Elișa (Cipru modern), Tarsis (Tartessos,în Spania de sud sau în Turcia) Chitim (Cipru modernn) și Dodanim ( 1 Cronici 1:.. 7 'Rodanim, "insula Rhodes, la vest de Turcia moderne între Cipru și partea continentală a Greciei) 
În realitate, Iavan este considerat strămoșul popoarelor grecice (Greci obișnuiții, Elisieni, Spartani, Dorieni,  Aelolieni, Ahei, Micenieni, Macedonieni (trib grec din Grecia de astăzi, nu poporul ilir de astăzi din Macedonia),  Ciprieni, Ciprioti și Cretani). E foarte posibil ca poporul semi-mitic Tartessian să fie din Iavan și de origine elenă, dar fiind semi-mitic nu se știe foarte multe despre el. Uni spun că unii Cilicieni, Sicani și Sicilieni ar avea la origine printre alte popoare pe greci. Greci au format și colonii în peninsula Italică așa că unii locuitori (dintr-o parte măricică a Italiei) sunt greci. macedonieni de astăzi (din țara Macedonia) nu sunt grecii ci iliri.